# Bielsk (Mazovie)
Pour les articles homonymes, voir Bielsk.
Bielsk (prononciation : [bjɛlsk]) est un village polonais de la gmina de Bielsk dans le powiat de Płock de la voïvodie de Mazovie dans le centre-est de la Pologne.
Le village est le siège administratif (chef-lieu) de la gmina appelée gmina de Bielsk.
Il se situe à environ 16 kilomètres au nord-est de Płock (siège du powiat) et à 96 kilomètres au nord-ouest de Varsovie (capitale de la Pologne).
Le village compte approximativement une population de 2 600 habitants.

## Histoire
De 1975 à 1998, le village appartenait administrativement à la voïvodie de Płock.